# 지멘스 차저

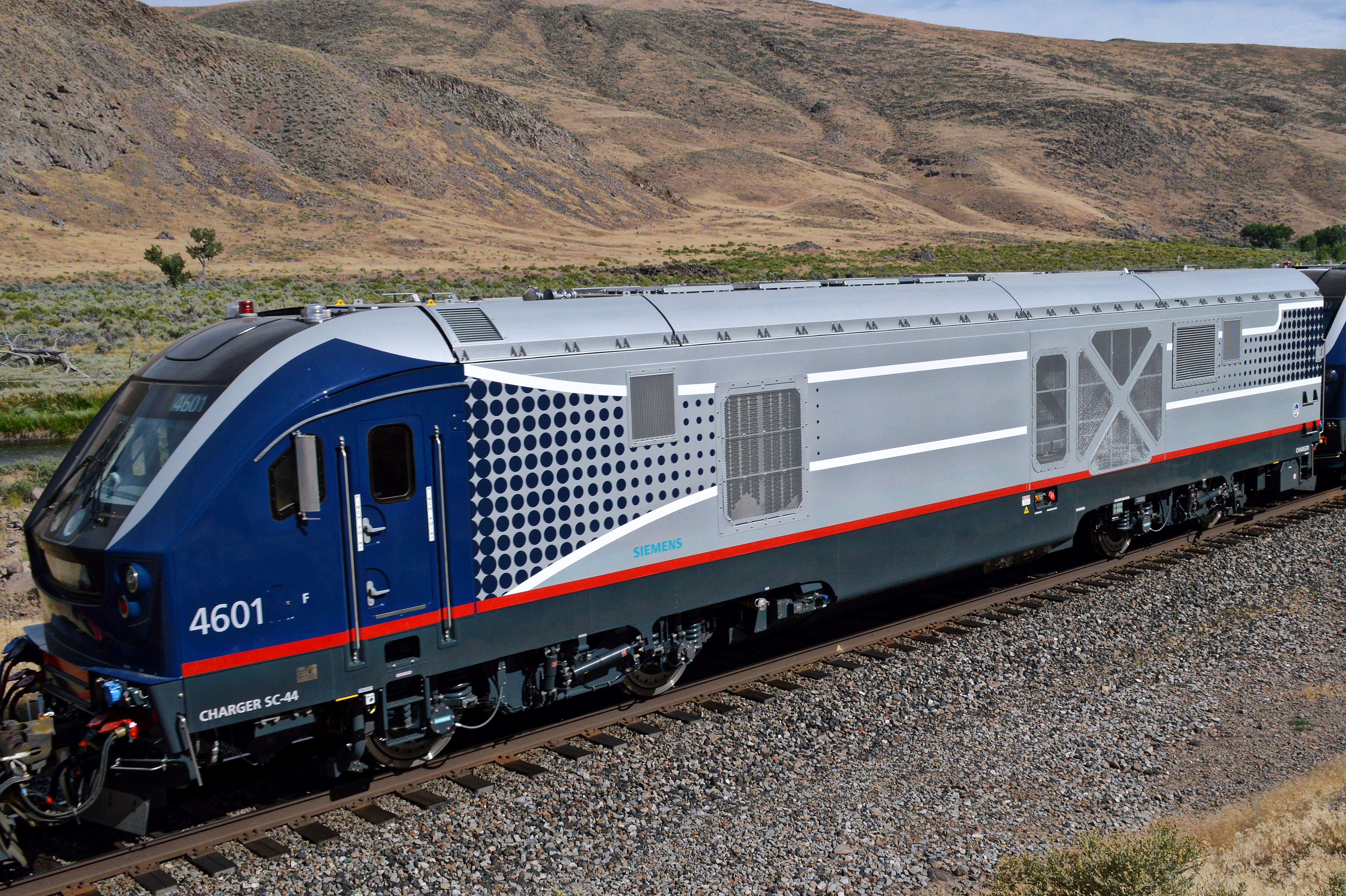

지멘스 차저(영어: Siemens Charger)는 독일 지멘스에서 개발한 디젤 기관차로 지멘스 모바일이 북아메리카 지역에 도입을 위해 개발된 디젤 기관차로 2016년 3월 26일에 최초로 도입했다.

## 도입 예정사
- 암트랙[2]
- 올어보드 플로리다[3][4]
- MARC 트레인[5][6]
- 노던라이트 익스프레스[7]

## 같이 보기
- MPI MPX프레스